# Ekdil
Ekdil is een nagar panchayat (plaats) in het district Etawah van de Indiase staat Uttar Pradesh. 

## Demografie
Volgens de Indiase volkstelling van 2001 wonen er 9.945 mensen in Ekdil, waarvan 53% mannelijk en 47% vrouwelijk is. De plaats heeft een alfabetiseringsgraad van 55%. 